# Rhizodontiformes
I rizodontiformi (Rhizodontiformes) sono un gruppo di pesci tetrapodomorfi estinti, vissuti tra il Devoniano medio e il Carbonifero superiore (365 – 300 milioni di anni fa).  A questo gruppo appartenevano pesci ossei predatori di enormi dimensioni (oltre 6 metri).

## Descrizione
Tra i rizodonti vi furono i più grandi predatori del Carbonifero inferiore, e alcuni di essi potevano superare i sei metri di lunghezza (Rhizodus). Altre forme, invece, non raggiungevano il metro (Gooloogongia).  La testa di questi pesci era solitamente molto grande, dotata di enormi fauci con denti simili a pugnali, ben piantati nelle mascelle e rinforzati internamente da ponti ossei. La dentatura comprendeva gigantesche zanne sulla mandibola.

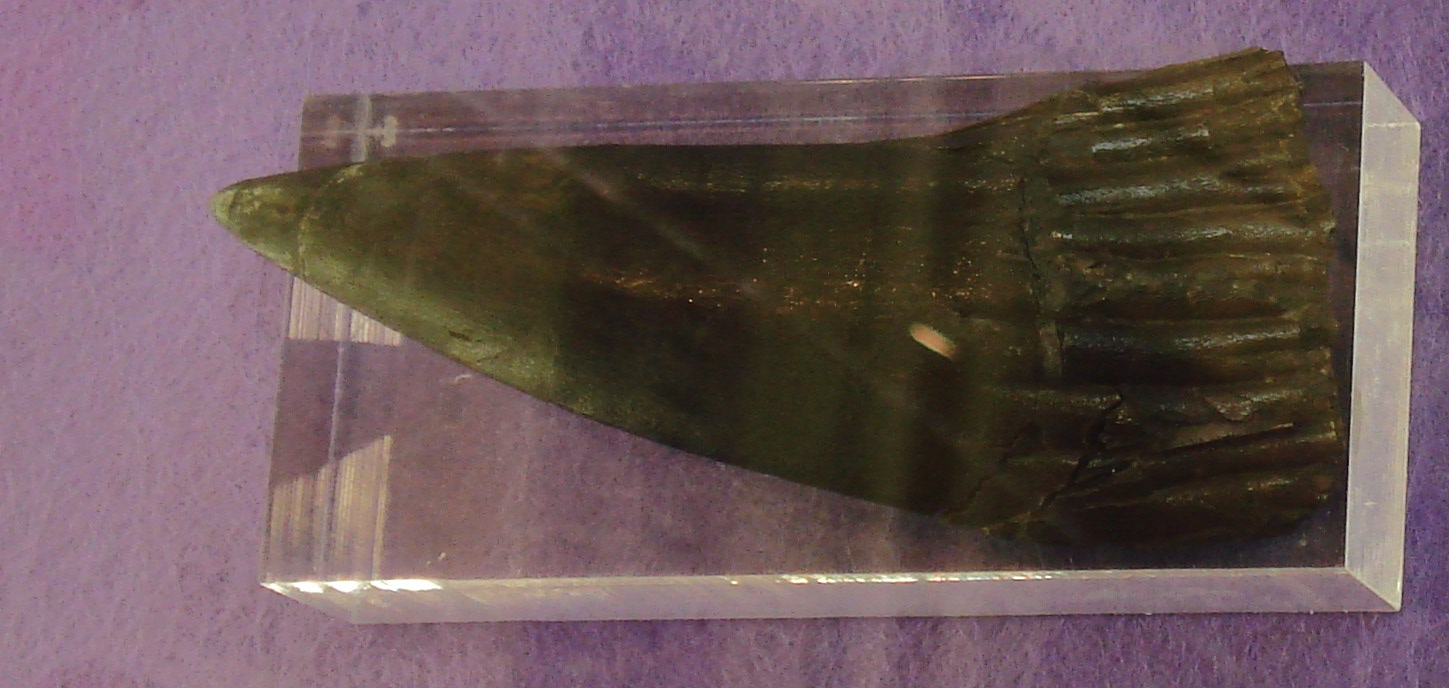
Dente di Rhizodus hibberti

Le mascelle, stranamente, non erano allungate come quelle dei tipici pesci predatori, ma erano larghe e dalla punta discoidale. Il cranio era molto flessibile e permetteva alle mascelle di spalancarsi completamente. All'interno del gruppo, la morfologia dello scheletro assiale era piuttosto varia: ad esempio, in Strepsodus i centri vertebrali erano robusti e a forma di anello, mentre in Rhizodus i centri erano così poco ossificati da essere imperfettamente conosciuti allo stato fossile. Tutte le pinne, tranne quelle pettorali, erano piccole e poste molto all'indietro, una caratteristica piuttosto comune nei pesci ripidisti. Le pinne dorsali erano sorrette alla base da un elemento osseo che si articolava con la vertebra sottostante.
La pinna caudale era a forma di diamante (dificerca), come quella di gran parte dei tetrapodomorfi. Le pinne pettorali, invece, erano grandi e rigide, evidentemente dotate di forti muscoli. Alcuni di questi erano ancorati a un osso (cleitro) che era una componente fondamentale del cinto pettorale. Quest'osso, nei rizodonti, era particolarmente massiccio e ancorato anteriormente con le ossa craniche mediante tessuto molle, e forniva un notevole punto di ancoraggio per i grandi muscoli pettorali.
Le “zampe” anteriori erano particolarmente notevoli, dal momento che per alcuni aspetti assomigliavano significativamente alle zampe dei vertebrati terrestri. L'omero era dotato di una testa ben distinta, come quella dei tetrapodi, ed era probabilmente in grado di effettuare un'ampia gamma di movimenti. Al contrario di qualunque altro pesce, i rizodonti possedevano strutture simili a dita, costituite da raggi delle pinne segmentati. Le pinne pelviche di Rhizodus, invece, erano nettamente differenti dagli arti posteriori dei tetrapodi: tre ossa lunghe parallele, ciascuna robusta con una morfologia distinta, si articolavano con il femore, dando origine a una struttura completamente differente da quella "bipartita" tipica dei tetrapodi (Jeffery et al., 2018).

## Classificazione
I rizodonti erano pesci dalle caratteristiche molto particolari; per alcuni aspetti (soprattutto le ossa del cranio e quelle delle pinne pelviche) questi animali non sembravano essere strettamente imparentati con i tetrapodi, mentre altre caratteristiche (le ossa delle pinne anteriori) spingerebbero a considerarli veri e propri antenati dei vertebrati terrestri. In ogni caso, sembra che queste caratteristiche avanzate si siano sviluppate per convergenza evolutiva con i tetrapodi veri e propri. I rizodonti, attualmente, sono considerati il sister group degli osteolepiformi, che includono i veri antenati dei vertebrati terrestri.

## Stile di vita
Questi grandi animali erano sicuramente i superpredatori del loro habitat, che spesso doveva essere costituito da acque basse e costiere. Come per ogni superpredatore, anche per i rizodonti il numero di esemplari rispetto agli altri componenti della fauna era esiguo; inoltre, l'estrema mobilità del cranio ha spesso causato una facile dispersione degli elementi ossei dopo la morte dell'animale e una cattiva conservazione fossile. Per questi motivi, i rizodonti sono un gruppo raro e poco noto, nonostante si conoscano numerose forme fossili in un arco di tempo di 60 milioni di anni.